# Родопско крайснежно звънче
Родопско крайснежно звънче или Родопска солданела (Soldanella rhodopaea) е многогодишно тревисто растение с приосновни кожести с бъбрековидна форма листа. Височината му е от 7 до 12 cm. Цветовете са представени от сенниковидно съцветие от 3 до 10 цвята. Венчетата са виолетови до розовочервени. До средата си са изрязани на десет линейни ланцетни дяла. Тичинките са пет и са прикрепени в основата на венчето. Плодникът e един, горен. Растението цъфти през месеците от май до юли.
Родопското крайснежно звънче расте в сенчести гори, в близост до потоци, мочурливи места като ливади и торфища в някои български планини. Представлява индикатор за планински и високопланински климат.
Видът е балкански ендемит. В България се среща от 1400 до 2900 m надморска височина в Западна Стара планина, Витоша, Беласица, Пирин, Рила и Родопи.